# Tramway de Pont-de-Beauvoisin

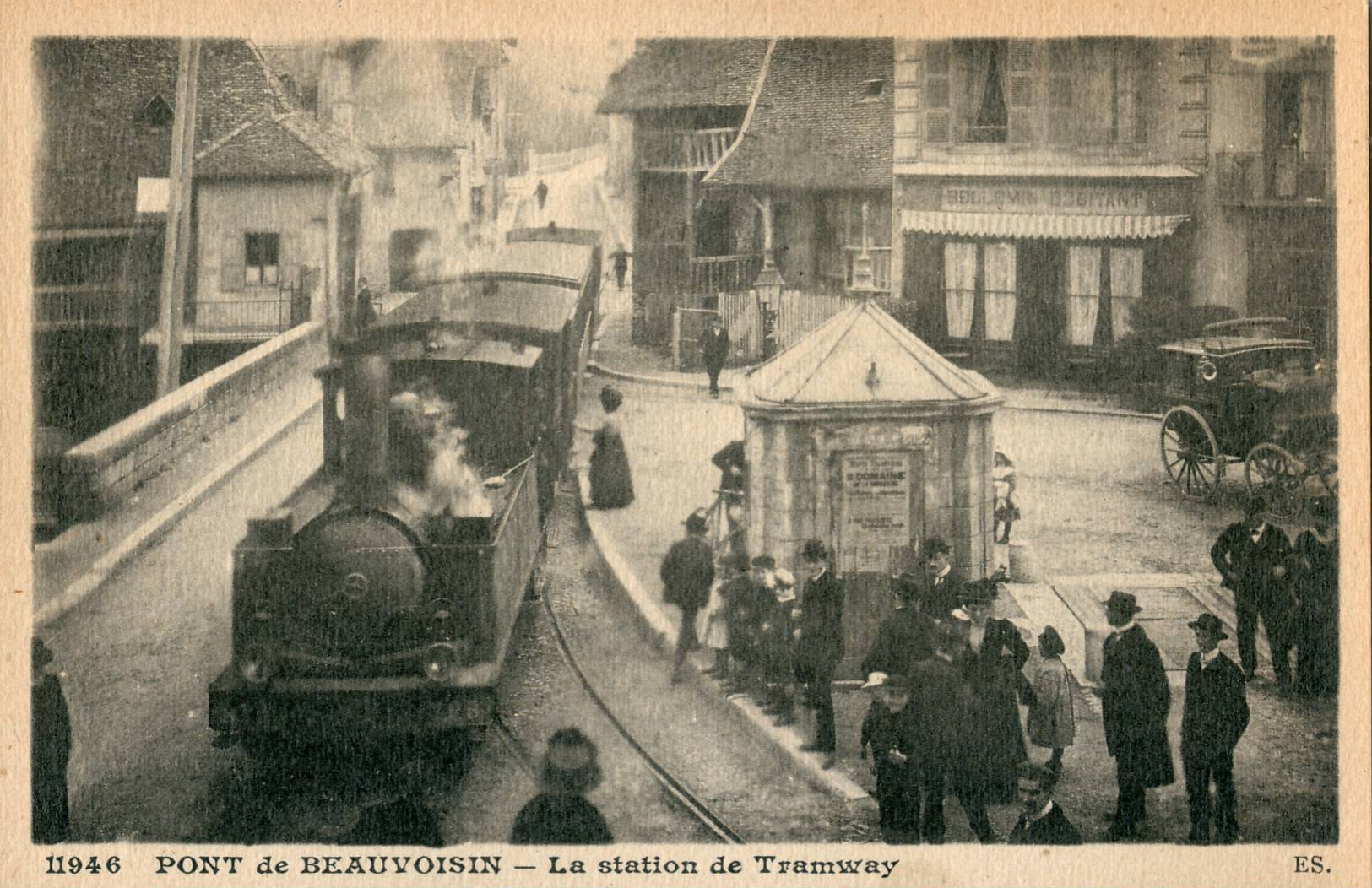
Un train à Pont de Beauvoisin

Le tramway de  Pont-de-Beauvoisin est un tramway à vapeur, à voie métrique, qui a circulé dans le département de la Savoie, entre Saint-Genix-sur-Guiers,  Le Pont-de-Beauvoisin et Saint-Béron de 1897 à 1939.

## Histoire
La Société anonyme du tramway de Pont-de-Beauvoisin est créée à Lyon, le 20 mai 1896. Elle se substitue à Mrs Médail et Lombard le 28 avril 1897.

## Caractéristiques
La ligne, longue de 17 km, est construite en accotement de la route ou parfois sur la chaussée. Le dépôt se trouvait à Pont de Beauvoisin
La ligne était connectée :
- au Chemin de fer de Voiron à Saint-Béron en gare de Saint-Béron
- au chemin de fer de l'Est de Lyon en  gare d'Aoste-Saint-Genix
- aux  Tramways de l’Ouest du Dauphiné à Pont-de-Beauvoisin, (ligne Pont de Beauvoisin-Bonpertuis)

Un prolongement depuis le terminus de Saint-Genix-sur-Guiers a permis de joindre la gare d'Aoste-Saint-Genix en franchissant le Guiers et en pénétrant dans le département de l'Isère.
Un embranchement depuis Saint-Béron desservait l'usine de la Société électro-métallurgique de Saint-Beron.  Cet embranchement est  exploité par l'usine de Saint-Béron jusqu'en 1953.

## Matériel roulant
- 4 locomotives 030T Pinguely

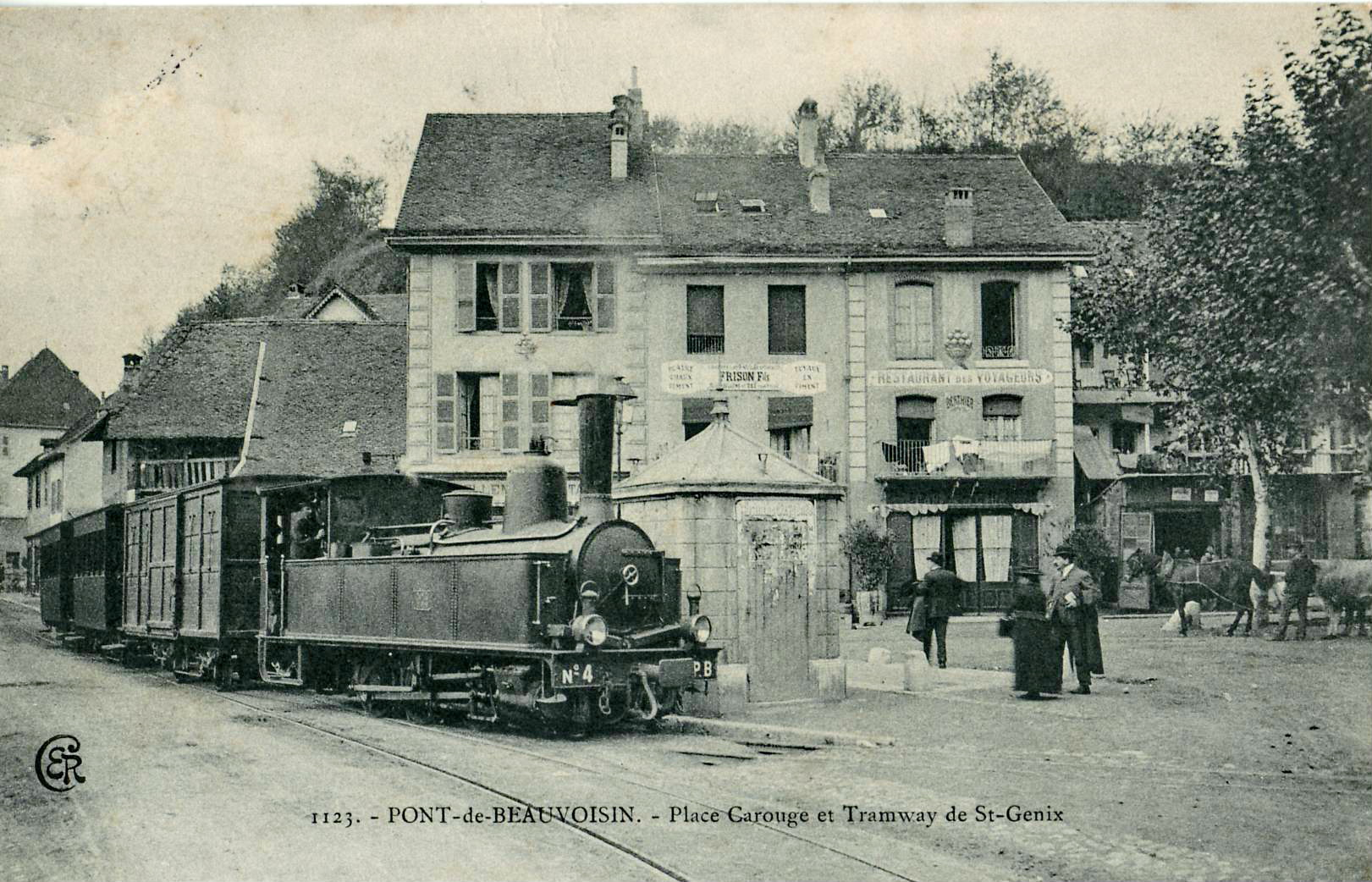
Locomotive n°4 Pinguely au Pont-de-Beauvoisin

- 4 voitures à voyageurs à 2 essieux, de 1re classe,
- 5 voitures à voyageurs à 2 essieux, de 2e classe,
- 2 fourgons à bagages
- 34 wagons de marchandises